# Hesher
Pour l’œuvre musicale, voir Hesher (album).
Pour plus de détails, voir Fiche technique et Distribution.
Hesher est un drame américain réalisé par Spencer Susser, avec Natalie Portman, Joseph Gordon-Levitt et Rainn Wilson. La date de sortie en France en DVD est le 3 janvier 2012  et le 13 mai 2011 aux États-Unis.

## Synopsis
Hesher (Joseph Gordon-Levitt) est un jeune homme perturbé, trentenaire solitaire qui n'a que du mépris pour les règles de vie en société. Celui-ci rencontre TJ, un jeune garçon de 13 ans qui vient de perdre sa mère, et décide de s'inviter chez lui. 
Hesher devient rapidement une source d'ennuis et une grande influence sur l'adolescent. Mais Nicole (Natalie Portman), épicière et autre rencontre de TJ, complique la relation entre les deux.

## Fiche technique
- Titre original : Hesher

- Réalisation : Spencer Susser
- Scénario : David Michôd
- Photographie : Morgan Susser
- Direction artistique : Charles Varga
- Décors : Laura Fox
- Costumes : April Napier

- Production : Lucy Cooper, Johnny Lin, Natalie Portman, Scott Prisand, Win Sheridan, Spencer Susser, Matt Weaver, Jonathan Weisgal
- Coproduction : Robert Ortiz
- Production exécutive : Scot Armstrong, Wayne Chang, Aleen Keshishian, Tom Pellegrini, Michael Roban, Annette Savitch
- Sociétés de production : The Last Picture Company, CatchPlay, Corner Store Entertainment, Dreamagine Entertainment, Handsomecharlie Films
- Budget : 7 millions $[1]
- Pays d'origine :  États-Unis
- Langue : Anglais
- Format : Couleurs
- Genre : drame

## Distribution
- Joseph Gordon-Levitt (V. F. : Donald Reignoux) : Hesher
- Devin Brochu (V. F. : Max Renaudin) : Thomas "T.J." Forney
- Natalie Portman (V. F. : Sylvie Jacob) : Nicole
- Rainn Wilson (V. F. : Philippe Siboulet) : Paul Forney
- Piper Laurie (V. F. : Nicole Favart) : Madeleine Forney
- Brendan Hill (V. F. : Brice Ournac) : Dustin
- John Carroll Lynch (V. F. : Bruno Magne) : Larry
- Monica Staggs (V. F. : Dominique Westberg) : maman
- Audrey Wasilewski : Coleen Bolder
- Lyle Kanouse : Jack Bolder
- Mary Elizabeth Barrett : Meryl
- Helen Slayton-Hughes (V. F. : Catherine Cerda) : Mme Rosowski
- Paul Bates (V. F. : Jean-Paul Pitolin) : M. Elsberry
- Rafael J. Noble : Mario
- Brian Lally : shérif Cuvin
- Frank Collison : l'entrepreneur de pompes funèbres
- Allan Graf : l'agent de sécurité
- Biff Yeager : le conseiller
- Milt Kogan : le docteur
- Van Epperson : conducteur accidenté
- Ralph P. Martin : conducteur du camion de dépannage
- Nicolai Dorian : enfant no 1
- Cole Hockenbury : enfant no 2

Source et légende : Version française (V. F.) sur AlloDoublage et RS Doublage

## Autour du film
La production du film a commencé le 9 février 2009 et le tournage s'est déroulé du 2 mai 2009 au 15 juin 2009 à Los Angeles en Californie,.